# デヴィッド・リクト
デヴィッド・リクト（David Licht、20世紀生まれ、ミシガン州デトロイト出身）は、ドラマーであり、グラミー賞を受賞したアメリカ合衆国のクレズマー・バンドであるザ・クレズマティックスの創設メンバーである。
リクトは1982年に、伝説的なグループ、ショッカビリーのメンバーとなった。1980年代初頭には、ネッド・ローゼンバーグ、ジョン・ゾーン、トム・コラとも共演している。1985年になるとレコーディング・スタジオの管理を手伝うためニューヨークに移り、クレイマー率いるボングウォーターに加わり、後にザ・クレズマティックスを一緒に始めることとなるフランク・ロンドンと出会っている。その他のコラボレーションには、振付家カレン・ハイフェッツのための作曲、カペリエ、ジョラ・ファイドマン、デヴィッド・クラカウアーのクレズマー・マッドネスとの共演などがある。また、「When People Were Shorter and Lived Near the Water」でも演奏している。